# Family Circle Cup 1997
Il Family Circle Cup 1997 è stato un torneo di tennis giocato sulla terra verde.
È stata la 25ª edizione del Family Circle Cup, che fa parte della categoria Tier I nell'ambito del WTA Tour 1997.
Si è giocato al Family Circle Tennis Center di Hilton Head negli Stati Uniti dal 31 marzo al 6 aprile 1997.

## Campionesse

### Singolare
Martina Hingis ha battuto in finale  Monica Seles con il punteggio di 3–6, 6–3, 7–6

### Doppio
Mary Joe Fernández /  Martina Hingis hanno battuto in finale  Lindsay Davenport /  Jana Novotná con il punteggio di 7–5, 4–6, 6–1